# Leptoconops turkmenicus
Leptoconops turkmenicus är en tvåvingeart som beskrevs av Molotova 1967. Leptoconops turkmenicus ingår i släktet Leptoconops och familjen svidknott. Inga underarter finns listade i Catalogue of Life.